# Henri Sainte-Claire Deville
Henri Étienne Sainte-Claire Deville nascut el 9 o 11 de març de 1818 a Sant Tomàs (Carib) i traspassat l'1 de juliol de 1881 a Boulogne-sur-Seine, va ser un químic francès, conegut principalment pel seu treball sobre l'alumini.

## Biografia
Sainte-Claire Deville va néixer a l'illa caribenya de Sant Tomàs, possessió en aquell moment de Dinamarca. La seva família era originària de la regió francesa de Périgord i el seu pare era el cònsol francès a l'illa. Va tornar a França amb el seu germà per estudiar medicina i va obtenir el seu doctorat als 25 anys, el 1843. El seu germà Charles va ser un important geòleg conegut pel seu treball sobre els volcans.
Henri va seguir amb passió els cursos de química de Louis Jacques Thénard i va muntar un laboratori propi. El 1845 va ser nomenat professor i degà en la nova Facultat de Besançon, on va romandre sis anys. El 1851, va ser nomenat professor de química a l'Escola Normal Superior a París a l'edat de 33 anys succeint a Antoine Jérôme Balard. Va cultivar les seves relacions amb l'obertura del seu laboratori els diumenges a la tarda a celebritats científiques com Louis Pasteur, literàries com Ernest Renan i polítiques com Adolphe Thiers. El 1859 fou nomenat professor de La Sorbone succeint a Jean-Baptiste Dumas.

## Obra
En el seu laboratori va descobrir el toluè l'any 1841. També va aïllar per primera vegada el diòxid de nitrogen, fent passar un corrent de clor damunt nitrat d'argent. Aquest descobriment li va valer la seva reputació en el món científic europeu.
Va descobrir les dissociacions a altes temperatures, del vapor d'aigua, del clorur d'hidrogen, del diòxid de carboni, etc. amb la qual cosa va posar en relleu la noció de reversibilitat i equilibri químic. Aquestes investigacions varen ser ampliades posteriorment per alguns dels seus alumnes: Henri Debray, José Luis Troost, Hautefeuille Pablo, Alfred Ditte.
A la seva arribada a l'Escola Normal, les seves investigacions varen tenir per objecte la determinació de les propietats del de silici, del magnesi i de l'alumini. Per produir alumini, va seguir les experiències de Friedrich Wöhler, que havia aconseguit produir uns pocs flocs d'alumini en el centre de moltes impureses. Per reduir l'òxid d'alumini, a diferència de Wöhler, va substituir el potassi pel sodi. Gràcies a aquest nou mètode va poder produir els primers lingots d'alumini. El 1854, en va fer una primera comunicació sobre aquest nou mètode a l'Acadèmia de Ciències, que li va valer la celebritat i la ira de Wöhler. En 1856, va publicar una tesi sobre l'alumini, on va preveure l'ús futur d'aquest metall: "L'alumini és probable que es converteixi en un metall habitual. Entre altres propietats destaca la seva conductivitat elèctrica". El 1854 va realitzar la primera producció industrial d'alumini a París. El treball va ser finançat per l'emperador Napoleó III i els primeres lingots s'utilitzaren per a l'Exposició Universal de 1855. En 1857 la planta de producció es va traslladar a Nanterre i el 1859 va produir 500 kg d'alumini, principalment per la joieria. Va tenir una gran intuïció en triar la bauxita com el mineral per obtenir-ne l'alúmina necessària per aconseguir extreure'n alumini, desenvolupant l'anomenat procediment Deville. També va investigar un mètode de producció de sodi, que necessita per obtenir l'alumini, la qual cosa va fer que el cost de producció baixàs a ser només de l'1% del cost anterior. Es va interessar per la criolita, i va descobrir que dissol l'alúmina, per la qual cosa en va fer ús a la seva planta a Nanterre com un fondent. El 1857 amplià el mètode per a l'obtenció de magnesi.
El procés químic de Sainte-Claire Deville es va emprar fins al 1886 quan el francès Paul Héroult i el nord-americà Charles Martin Hall varen descobrir la producció electrolítica d'alumini. El 1854 Sainte-Claire Deville també va intentar posar a punt un mètode electrolític però no va aconseguir els resultats d'Héroult i Hall.

### Obres
- «Nouvelle méthode générale d'analyse chimique» (en francès). Annales de chimie et de physique, 38, 1853, pàg. 5-38.
- «De l'aluminium et de ses combinaisons chimiques» (en francès). Comptes-rendus de l'Académie des sciences, 1854.
- «Recherches sur les métaux, et en particulier sur l'aluminium et sur une nouvelle forme du silicium» (en francès). Annales de chimie et de physique, 43, 1855, pàg. 5-33.
- «Méthode d'analyse des bronzes et des laitons» (en francès). Annales de chimie et de physique, 43, 1855, pàg. 473-477.
- «Mémoire sur la production de températures très élévees» (en francès). Annales de chimie et de physique, 46, 1856, pàg. 182-203.
- «Mémoire sur la fabrication du sodium et de l'aluminium» (en francès). Annales de chimie et de physique, 46, 1856, pàg. 415-458.